# Alice Chaucer, Duquesa de Suffolk
Alice Chaucer, Duquesa de Suffolk, LG (c. 1404 – 1475) foi uma nobre inglesa, neta do poeta inglês Geoffrey Chaucer.
Casada três vezes, eventualmente se tornou Dama da Nobilíssima Ordem da Jarreteira, honraria raramente estendida a mulheres que marcava a amizade de Alice e seu terceiro marido, 1º Duque de Suffolk, William de la Pole, com o rei Henrique VI e a rainha Margarida de Anjou. Alice era dama de companhia de Margarida, em 1445, e patrona das artes.

## Biografia
Alice nasceu por volta de 1404, provavelmente na mansão de Ewelme, em Oxfordshire, sendo a filha única de Thomas Chaucer e Maud (ou Matilda) Burghersh. Alice nunca conheceu seu famoso avô, que morreu em 1400. Seu pai era um rico comerciante de Ipswich e com conexões na nobreza, tendo sido Presidente da Câmara dos Comuns do Reino Unido por vários mandatos. Arranjou o casamento de Alice bem cedo. Em outubro de 1414, com apenas 11 anos, Alice se casou com Sir John Phelip, um rico cavaleiro da coroa, que era quase 25 anos mais velho que ela. Um ano depois, em 2 de outubro de 1415, Sir John morreu no cerco de Harfleur devido a uma disenteria.
Como Alice era a única herdeira dos bens do pai rico, e também era bastante bonita, muitos queriam se casar com a jovem viúva, inclusive entre a mais alta nobreza. Como resultado, a escolha recaiu sobre Thomas Montagu, 4º Conde de Salisbury, um dos mais famosos comandantes ingleses da França e viúvo. O casamento ocorreu entre abril e novembro de 1424 em Paris. Nascido em 1388, Thomas foi um dos melhores e mais experientes comandantes ingleses na França, onde Alice passou parte de sua vida de casada.
Em 27 de outubro de 1428, Thomas, que sitiava Orléans, observava a cidade de uma janela em Les Tourelles quando foi atingido por destroços de uma bala de canhão, que arrancou grande parte de sua face. Agonizou por uma semana, antes de morrer em Meung-sur-Loire, em 3 de novembro. Ele e Alice não tiveram filhos, embora o próprio conde tivesse uma filha (também chamada Alice) de sua primeira esposa, bem como um filho ilegítimo. Alice Chaucer atuou como supervisora do testamento do marido. Ele deixou para ela metade de seus bens líquidos, 1000 marcos em ouro e 3000 marcos em joias e prataria, bem como as receitas de suas terras normandas, desde que pudessem ser coletadas.

## Casamento com William de la Pole

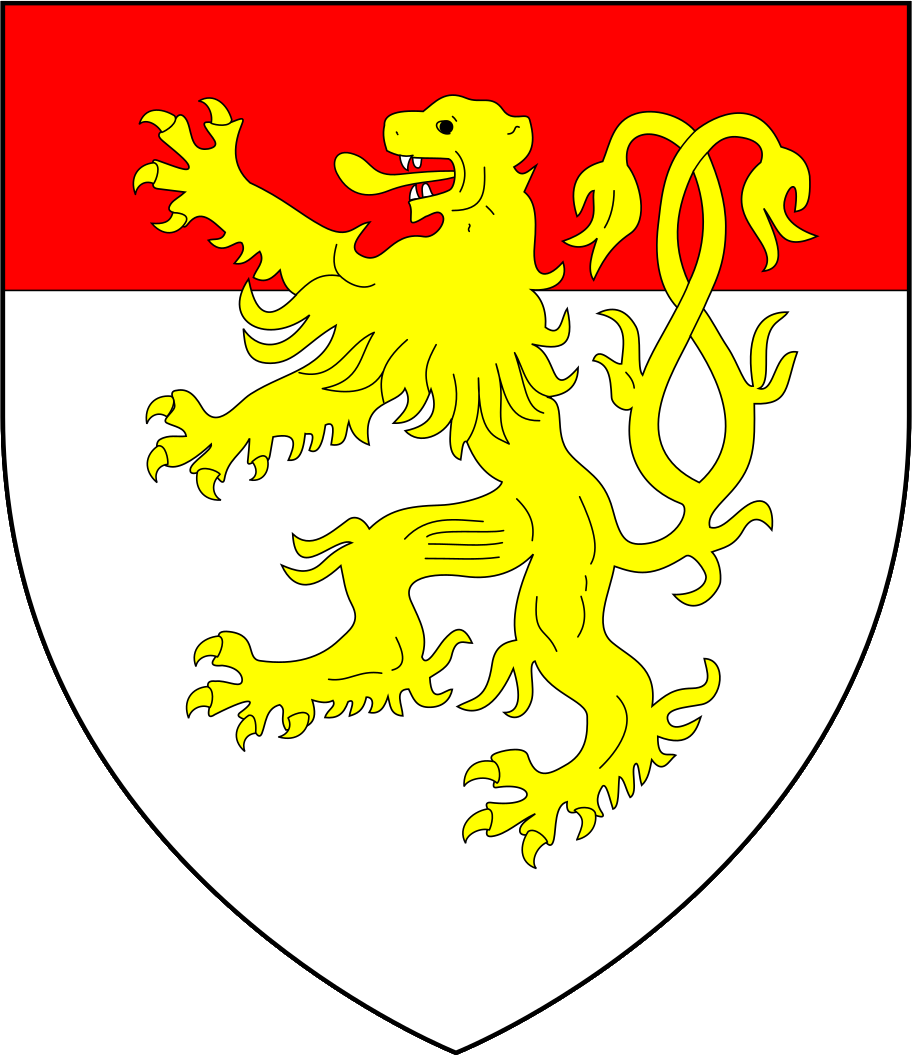
Brasão da família Chaucer. Thomas Chaucer teria adotado o brasão de sua mãe, Philippa de Roet

William de la Pole, conde de Suffolk, assumiu o comando de Salisbury na França. Dois anos depois, ele se casaria com Alice em 11 de novembro de 1430. Nascido em 1396, William passou a maior parte de sua vida adulta servindo na França. Foi feito prisioneiro em Jargeau, pelas forças lideradas por Joana d'Arc, em 1429, e foi libertado no início de 1430. A partir desse momento, sua carreira se concentraria na corte de Henrique VI e nas propriedades dele e de Alice em East Anglia e no Vale do Tâmisa.
À medida que seu marido se tornou uma figura proeminente na corte, Alice também o fez. Em 1432, ela foi nomeada Dama da Nobilíssima Ordem da Jarreteira, honraria dificilmente outorgada a mulheres na época. No outono de 1444, acompanhou o marido à França para escoltar a noiva de Henrique VI, Margarida de Anjou, até a Inglaterra. Quando Margaret, viajando pela França ocupada pelos ingleses, adoeceu em março de 1445, Alice, vestida com as vestes da rainha, tomou o seu lugar na entrada cerimonial em Rouen. Nessa época, Alice era a marquesa de Suffolk, já que William havia sido feito marquês em 14 de setembro de 1444, por seu papel na organização do casamento do rei.
No final da década de 1440, as reviravoltas inglesas na França e as rivalidades em East Anglia combinaram-se no final da década de 1440 para fazer de William um dos homens mais odiados da Inglaterra. Acusado pela Câmara dos Comuns de acusações de traição que incluíam conspiração com os franceses e tentativa de colocar o seu próprio filho no trono, William foi preso na Torre de Londres em 1450. Henrique VI tentou salvar o seu ministro-chefe e pacificar seus inimigos, enviando-o para o exílio. Ele deixou Ipswich em 1º de maio do mesmo ano.
Navegando para o Estreito de Dover, a pinaça de William foi interceptada por um navio maior, chamado Nicholas of the Tower,, cuja tripulação forçou William a deixar seu próprio navio e embarcar no deles, onde foi recebido com gritos de “Bem-vindo, traidor!” Após um julgamento simulado, ele foi condenado à morte e teve permissão para passar a noite se preparando para a morte com seu capelão. Na manhã seguinte, William foi empurrado para um barco menor, onde foi decapitado com seis golpes de uma espada enferrujada. A cabeça e o corpo de William foram remados até a costa de Dover, onde foram jogados na areia.
Alice não seguiu o marido até o exílio, mas ficou em casa, na Inglaterra, provavelmente para administrar as propriedades do casal. Com ela estava o único filho sobrevivente do casal, John, nascido em 27 de setembro de 1442. Foi a John que William endereçou a carta de despedida instando seu filho de sete anos a ser orientado por sua mãe. William também manifestou seu respeito por Alice em seu testamento, escrito em 17 de janeiro de 1450. Nele, ele nomeou Alice como sua única executora, “pois acima de toda a terra minha confiança singular está nela”.
Durante todo o verão e outono de 1450, e ao longo dos dois anos seguintes, caçadores invadiram repetidamente suas terras. Após o assassinato de William, a agitação em Kent explodiu no que ficou conhecido como Rebelião de Jack Cade e Alice era um dos alvos dos rebeldes. Quando os rebeldes entraram em Londres em julho de 1450, forçaram membros de um comissário da corte a indiciar vários supostos traidores, entre eles Alice. Não se sabe quais acusações foram feitas contra ela, mas parece provável que estivessem relacionadas com o casamento de seu filho, John de la Pole, com a igualmente jovem Margaret Beaufort, filha do falecido John Beaufort, duque de Somerset. Uma das acusações contra John era que ele planejava proclamar Margaret como a herdeira do rei sem filhos e tornar seu próprio filho rei por meio desse casamento.
Alice estava provavelmente segura em uma de suas próprias mansões, ou talvez com a rainha, durante a rebelião, mas as notícias vindas da cidade, que incluíam o assassinato de pelo menos cinco homens pelos rebeldes, devem tê-la abalado profundamente. Mesmo depois de passada a crise da rebelião, ela se viu alvo do ódio popular. Desta vez, no parlamento que se reuniu em novembro de 1450, a Câmara dos Comuns apresentou uma petição para que certas pessoas fossem proibidas de comparecer à presença do rei. Edmund Beaufort, duque de Somerset, encabeçava a lista; Alice ficou em segundo lugar. Também foi feita uma tentativa de considerar o falecido duque de Suffolk como traidor, o que teria impedido seu filho de herdar suas propriedades. Felizmente para Alice, o rei resistiu a ambas as petições. Provavelmente ajudou muito o fato de que, em 8 de outubro de 1450, Alice emprestou à coroa 3500 marcos para o esforço de guerra na França.
Em março de 1451, Alice foi julgada por traição perante os lordes provavelmente com base na acusação apresentada em julho do ano anterior. Pouco se sabe sobre o julgamento de Alice ou outros julgamentos estaduais que foram realizados nesta época, provavelmente, porque os réus, incluindo Alice, foram absolvidos.
Com o fim da crise e a segurança das propriedades de Suffolk, a vida de Alice voltou ao normal. Em 1453, Alice estava entre as grandes damas convocadas para comparecer à igreja de Margarida de Anjou, que finalmente deu à luz um filho a Henrique VI, Eduardo de Lancaster. Em 1455, como condestável do Castelo de Wallingford, cargo que ocupava juntamente com o filho, foi-lhe confiado um prisioneiro do Estado: o problemático Henrique Holland, 3.º Duque de Exeter. O genro rebelde de Ricardo, duque de York, Exeter, foi levado sob custódia após a vitória iorquista em St. Albans em 1455.
No começo de 1453, o casamento de John de la Pole e Margaret Beaufort foi dissolvido, aparentemente por iniciativa do rei, que deu a tutela de Margaret aos seus meio-irmãos, Jasper e Edmund Tudor. Talvez o rei também estivesse sob pressão daqueles que ainda temiam um casamento Suffolk-Beaufort; ironicamente, seria o próximo casamento de Margaret, com Edmund Tudor, conde de Richmond, que teria consequências importantes em 1485.
À medida que a nobreza começou a dividir-se em apoio às casas de Lancaster ou de York, Alice tomou uma decisão que se revelaria afortunada. Ela manteve a tutela e o casamento de seu filho, em uma época em que a tutela de jovens herdeiros ricos era uma mercadoria valiosa, e em 1458, ela e Richard, duque de York, firmaram um acordo para John de la Pole se casar com Elizabeth, uma das filhas de casa de York. Foi sugerido que ela poderia ter-se alienado da coroa devido à dissolução do primeiro casamento do seu filho, mas é provável que ela simplesmente tenha visto a oportunidade de um casamento vantajoso. Quaisquer que fossem as suas motivações, a sua decisão provaria ser acertada, pois em 1461, o filho de York, Eduardo IV, sentou-se no trono de Inglaterra.
Determinada a cuidar da família e da herança do filho, Alice conquistou as mansões de Cotton, Dedham, Hellesdon e Drayton da família Paston, apesar de uma reivindicação sobre elas que era duvidosa ou inexistente. As ações acabaram por gerar ainda mais antipatia pela duqueza no círculo da noberza. Ainda que se mostrasse agressiva nos negócios da família, após o assassinato do marido, ela não mais se casou, mas pode ter feito voto de castidade. Isso poderia ter sido um artifício para evitar que um casamento político fosse imposto a ela, mas também poderia ser um sinal de sua afeição pelo marido assassinado. Ela doou livros e ouro para a Universidade de Oxford e contribuiu com vinte libras para a construção de sua escola de teologia.
Em 1454, ela doou vinte marcos à Eye Church para a construção de uma torre; a doação foi para o bem da alma do duque e para o bem-estar de seu filho. Tendo transferido o corpo de William de Wingfield, seu local de sepultamento original, para Charterhouse em Hull, onde Suffolk havia solicitado o enterro em seu testamento, Alice combinou com o prior de lá que dois indigentes fossem alimentados diariamente. O prior também deveria erguer duas imagens de pedra de Alice e Suffolk, segurando na mão direita um disco como símbolo de pão e peixe e na mão direita um pote de cerveja.
O ato de piedade mais famoso - e mais duradouro - associado ao duque e à duquesa de Suffolk é a Casa de Deus em Ewelme, fundada pelo casal em 1437. A Casa de Deus era um asilo para treze indigentes; mais tarde, o duque e a duquesa acrescentaram uma escola. A fundação sobrevive até hoje como Ewelme Trust; o asilo e a escola ainda são usados para seus propósitos originais.

## Patrona das artes
Alice era bibliófila. Ela pode ter encomendado The Virtues of the Mass, do poeta John Lydgate. Um inventário de 1466 feito quando Alice estava transferindo suas mercadorias de Wingfield para Ewelme mostra que ela possuía vários livros. Catorze eram textos religiosos do tipo que seriam usados em sua capela, mas outros sete, em inglês, francês e latim, eram claramente para uso da própria Alice. O livro em latim, para A instrução moral de um príncipe, provavelmente foi adquirido para a educação do filho de Alice. Os outros incluíam Livre de la Cité Des Dames, de Cristina de Pisano, e Ditz de Philisophius, que Anthony Woodville mais tarde traduziu para a editora de William Caxton. Certa ocasião, Alice ficou preocupada com a possibilidade de seus livros serem danificados no local onde os havia deixado e ordenou que seu servo os transferisse para um local mais seguro.
Para sua mansão em Ewelme, Alice encomendou a confecção de uma série de tapeçarias retratando a vida de Santa Ana, uma santa que gozava de popularidade crescente entre as adoradoras e era de particular pertinência para Alice, pois Ana, como Alice, também teve três casamentos e engravidou mais tarde na vida.

## Últimos anos
As agitações de 1469 a 1471 parecem ter afetado pouco Alice. Em 1472, em Wallingford, ela hospedou uma convidada relutante, Margaret de Anjou, que havia sido feita prisioneira pelas vitoriosas forças Yorkistas após a Batalha de Tewkesbury. Alice chefiou a comitiva de damas que acompanharam a jovem Margaret até a Inglaterra para seu casamento e agora Alice era a guardiã da mulher a quem uma vez servira.

### Morte
Alice não viveu para ver Margaret retornar à sua terra natal em 1476. Com cerca de setenta e um anos, Alice morreu em maio ou junho de 1475. Seu testamento não sobreviveu, mas parece provável que seu túmulo incomum na igreja de St. Maria, a Virgem, em Ewelme, foi feita de acordo com suas próprias especificações. Ele contém uma efígie superior de Alice, que usa a coroa de uma duquesa e tem a Ordem da Jarreteira enrolada no braço esquerdo. Na época, a efígie foi pintada. Abaixo da efígie superior há uma efígie de um cadáver, mostrando o cadáver nu e enrugado de Alice deitado em uma mortalha aberta. John Goodall observa que é a única escultura de cadáver feminino em tamanho natural na Inglaterra que sobreviveu intacta.

## Na cultura popular
Alice Chaucer é a personagem principal em vários livros de Margaret Frazer, autora de mistérios históricos, além de ser mencionada em vários outros livros.